# تركيز ثقافي
يتم تعريف التركيز الثقافي على أنه جانب هام من الثقافة ينعكس في الغالب من خلال اللغة، وبشكل أكثر تحديدًا، من خلال الكلمات (أوتينهايمر، 2006، صفحة 266). وهذا يعني أن اللغة التي يستخدمها الأشخاص في الثقافة تشير إلى أهمية هذه المجموعة من الأشخاص. وإذا كانت هناك العديد من الكلمات التي تصف موضوعًا محددًا في ثقافة معينة، فهناك فرصة جيدة أن يتم اعتبار أن هذا الموضوع هام في هذه الثقافة.

## الخلفية
أصل فكرة التركيز الثقافي مأخوذ من أعمال فرانز بواس، الذي يعتبر أحد مؤسسي الأنثروبولوجيا الأمريكية (أوتونهايمر، 2006، صفحة 15). وقد قام فرانز بواس بتطوير وتعليم مفاهيم مثل النسبية الثقافية و"فقدان الوعي الثقافي"، والذي سمح لعلماء الأنثروبولوجيا الذين درسوا تحت قيادته، مثل إدوارد سابير وروث بينيديكت بالمضي في دراسة وتطوير الأفكار حول اللغة والثقافة (هارت، 2005، صفحة 179). 

## الاستخدام
يعتبر حديث الجماهير عن الطقس من بين الطرق التي يمكن أن تمثل مثالاً للتركيز الثقافي. على سبيل المثال، ففي الأماكن التي تتسم بالبرودة والتي يسقط فيها الثلج بكثافة، يمكن أن يكون من المتوقع ظهور قدر كبير من الكلمات التي تصف الجليد.
على سبيل المثال: الضباب وبليزارد والعاصفة الثلجية والجرف الجليدي والجليد المسحوق والجليد المعبأ والجليد الجديد.
وفي الأماكن التي تتسم بارتفاع درجات الحرارة، يتوقع ظهور قدر كبير من المصطلحات المرتبطة بهذه النوعية من الطقس.
على سبيل المثال: الحرارة الجافة، والرطوبة والحرارة، والرطوبة، واللزوجة، وموسم الرياح الموسمية، والحر القائظ.
ويقترح تواجد مجموعة كبيرة من المصطلحات ذات الصلة بظواهر متشابهة أهمية التمييز بينها. وبالإضافة إلى ذلك، إذا لم تكن من المنطقة، أو من تلك الثقافة، فقد لا تكون قد تعرضت للفرق بين، على سبيل المثال، الحرارة الجافة أو الحرارة الرطبة، وقد لا تعرف الفرق بينهما، في حين أن الفارق قد يكون له تداعيات ضخمة لنتائج إجراء معين.